# Effetto Paschen-Back
L'effetto Paschen-Back consiste nel disaccoppiamento del momento angolare e del momento di spin elettronico per azione di un forte campo magnetico. In tal modo uno spettro che mostra l'effetto Zeeman anomalo subisce un riarrangiamento delle linee con il risultato di evidenziare solamente l'effetto Zeeman normale.
In un campo magnetico esterno l'interazione spin-orbita provoca la formazione di un momento di spin {\displaystyle {\vec {s}}_{i}} e di un momento angolare {\displaystyle {\vec {l}}_{i}} che vanno a sommarsi rispettivamente allo spin totale {\displaystyle {\vec {S}}} e al momento angolare totale {\displaystyle {\vec {L}}}. Questi due momenti magnetici totali quindi si accoppiano generando un momento angolare totale {\displaystyle {\vec {J}}} dato dalla relazione {\displaystyle {\vec {J}}={\vec {L}}+{\vec {S}}}. Il momento angolare totale precede attorno l'asse del campo magnetico applicato. La regola di selezione {\displaystyle \Delta m_{J}=0,\pm 1} determinerà quindi la forma assunta dallo spettro in seguito al verificarsi dell'effetto Zeeman anomalo.
In presenza di campi magnetici sufficientemente forti, cioè generalmente maggiori di 1 T (limite di Paschen-Back), non si verificherà più l'accoppiamento J ma piuttosto i momenti totali tenderanno a precedere indipendentemente l'uno dall'altro attorno all'asse della direzione del campo magnetico esterno applicato.
Il fenomeno fu osservato e interpretato per la prima volta dai fisici tedeschi Friedrich Paschen e Ernst Emil Alexander Back nel 1921.